# Afrectopius tricolor
Afrectopius tricolor är en stekelart som beskrevs av Heinrich 1967. Afrectopius tricolor ingår i släktet Afrectopius och familjen brokparasitsteklar. Inga underarter finns listade i Catalogue of Life.